# WOH G64
A WOH G64 egy vörös hiperóriás a Nagy Magellán-felhőben. Átmérője 2000-szerese a Napénak, ez az egyik legnagyobb ismert csillag.
A WOH G64 méretének becsült átmérője 2 785 000 000 km, vagy 1900-2000 napátmérő.